# Mockfjärd

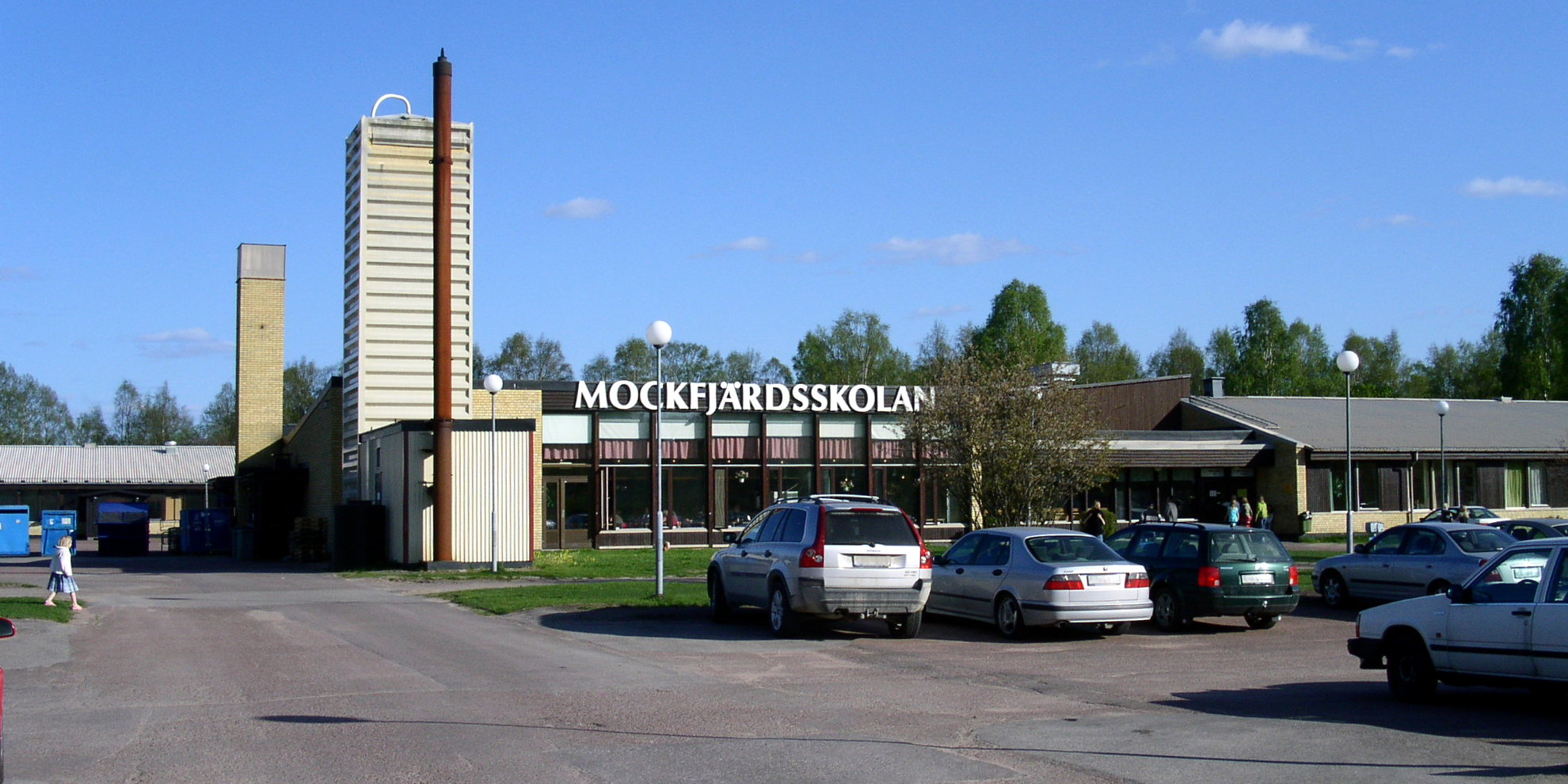
Mockfjärdsskolan.

Mockfjärd är den näst största tätorten i Gagnefs kommun i Dalarna samt kyrkort i Mockfjärds församling. Den ligger vid Västerdalälven, Europaväg E16 och Västerdalsbanan.

## Etymologi
Namnet är belagt från 1529, då det talas om en skredare i myckelfjär och en Jogan Larinsson i mykla fiärd. År 1634 bor en Ingewald Hindrichsson i Möcklefiell. Mockfjärd kapellets namn skrevs förr Myckelfjärd, som sedermera drogs ihop till Mockfjärd. Förleden myckel (stor) anses syfta på de många fjärdar som Västerdalälven bildar, exempelvis Stopfjärden, Storfjärden, Gropfjärden och Färmsnäsfjärden.

## Befolkningsutveckling
| Befolkningsutvecklingen i Mockfjärd 1950–2020 | Befolkningsutvecklingen i Mockfjärd 1950–2020 | Befolkningsutvecklingen i Mockfjärd 1950–2020 | Befolkningsutvecklingen i Mockfjärd 1950–2020 | Befolkningsutvecklingen i Mockfjärd 1950–2020 |
| --------------------------------------------- | --------------------------------------------- | --------------------------------------------- | --------------------------------------------- | --------------------------------------------- |
|                                               |                                               |                                               |                                               |                                               |
| År                                            |                                               |                                               | Folkmängd                                     | Areal (ha)                                    |
| 1950                                          | 1950                                          |                                               | 211                                           |                                               |
| 1960                                          | 1960                                          |                                               | 902                                           |                                               |
| 1965                                          | 1965                                          |                                               | 1 355                                         |                                               |
| 1970                                          | 1970                                          |                                               | 1 495                                         |                                               |
| 1975                                          | 1975                                          |                                               | 1 638                                         |                                               |
| 1980                                          | 1980                                          |                                               | 1 944                                         |                                               |
| 1990                                          | 1990                                          |                                               | 2 110                                         | 346                                           |
| 1995                                          | 1995                                          |                                               | 2 127                                         | 349                                           |
| 2000                                          | 2000                                          |                                               | 1 927                                         | 349                                           |
| 2005                                          | 2005                                          |                                               | 1 935                                         | 352                                           |
| 2010                                          | 2010                                          |                                               | 1 937                                         | 350                                           |
| 2015                                          | 2015                                          |                                               | 1 920                                         | 379                                           |
| 2020                                          | 2020                                          |                                               | 2 031                                         | 384                                           |
| Anm.: Sammanvuxen med Nordanholen 1965        |                                               |                                               |                                               |                                               |

## Om orten
Största industri är Moelven Dalaträ AB som har ett sågverk i Mockfjärd. Mockfjärds kyrka ligger på södra sidan om älven. I Mockfjärd finns bland annat skola (klass 1–9), dagligvaruhandel, restaurang, pizzerior och annan service. 
Ofta förknippar man Mockfjärd med  "Mockfjärdshus", men något sådant har aldrig existerat, utan företaget AB Elementhus som startade sin verksamhet 1952 och var under 35 år Sveriges största husfabrik. Fabriken betydde mycket för orten som blev ett industrisamhälle med inflyttning av arbetskraft och nya underleverantörer. I början av 1970-talet hade antalet anställda ökat till närmare 1 000 personer. Verksamheten lades ner i början av 1990-talet och cirka 300 arbetstillfällen försvann. Andra träindustrier som Moelven, Arcos husfabrik, Snickeri GISab, Dala Flodagolvet och Mockfjärdsfönster finns alltjämt kvar.
I Mockfjärd utspelade sig under år 1858 en hysteri som har kallats Blåkullafärderna i Mockfjärd. Orten hade en gång i tiden ett postkontor som blev rånat 1983, se Mockfjärdsvapnet. Fram till december 2011 hade Mockfjärd en järnvägsstation på Västerdalsbanan, men stationen lades ned när persontrafiken upphörde och tågtrafiken ersattes med buss.

## Religion

### Læstadianism
Mockfjärd är en av de tätorter i Sverige med störst andel gammallæstadianer. De flesta har finländskt ursprung och kom till Sverige som arbetskraftsinvandrare på 1970-talet. Gruppen læstadianer är företagsamma. De har startat flera företag och sysselsätter ett hundratal personer.

## Kända personer från Mockfjärd
- Stefan Bergqvist – f.d. NHL-proffs
- Kymmer Olof Danielsson – fackföreningsledare, förtroendeman
- Mats Eriksson – dragracingförare
- Anders Frisell – spelman
- Lotta Lotass – författare, ledamot av Svenska Akademien
- Stina-Britta Melander – operasångerska

## Galleri

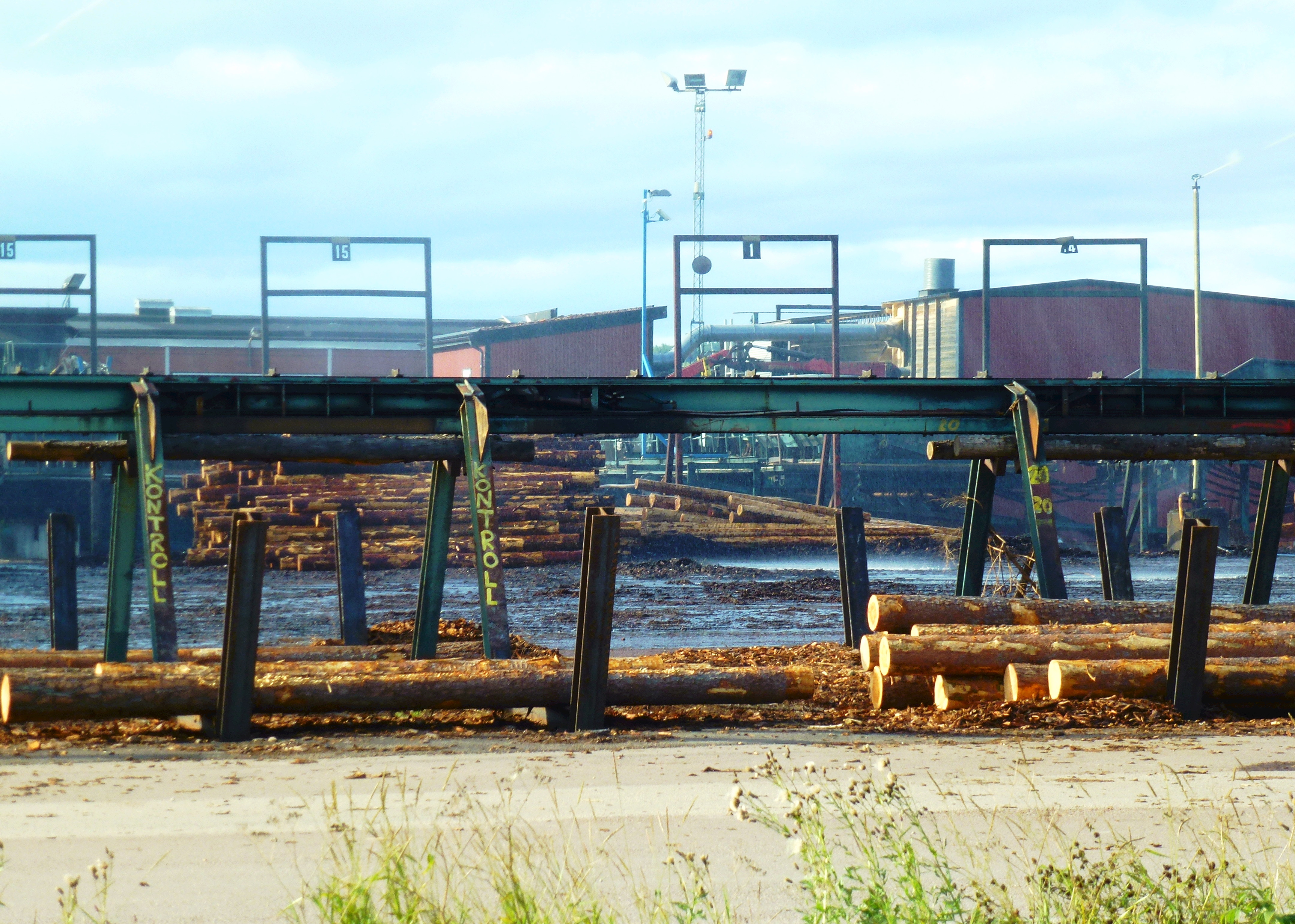
Moelvens sågverk
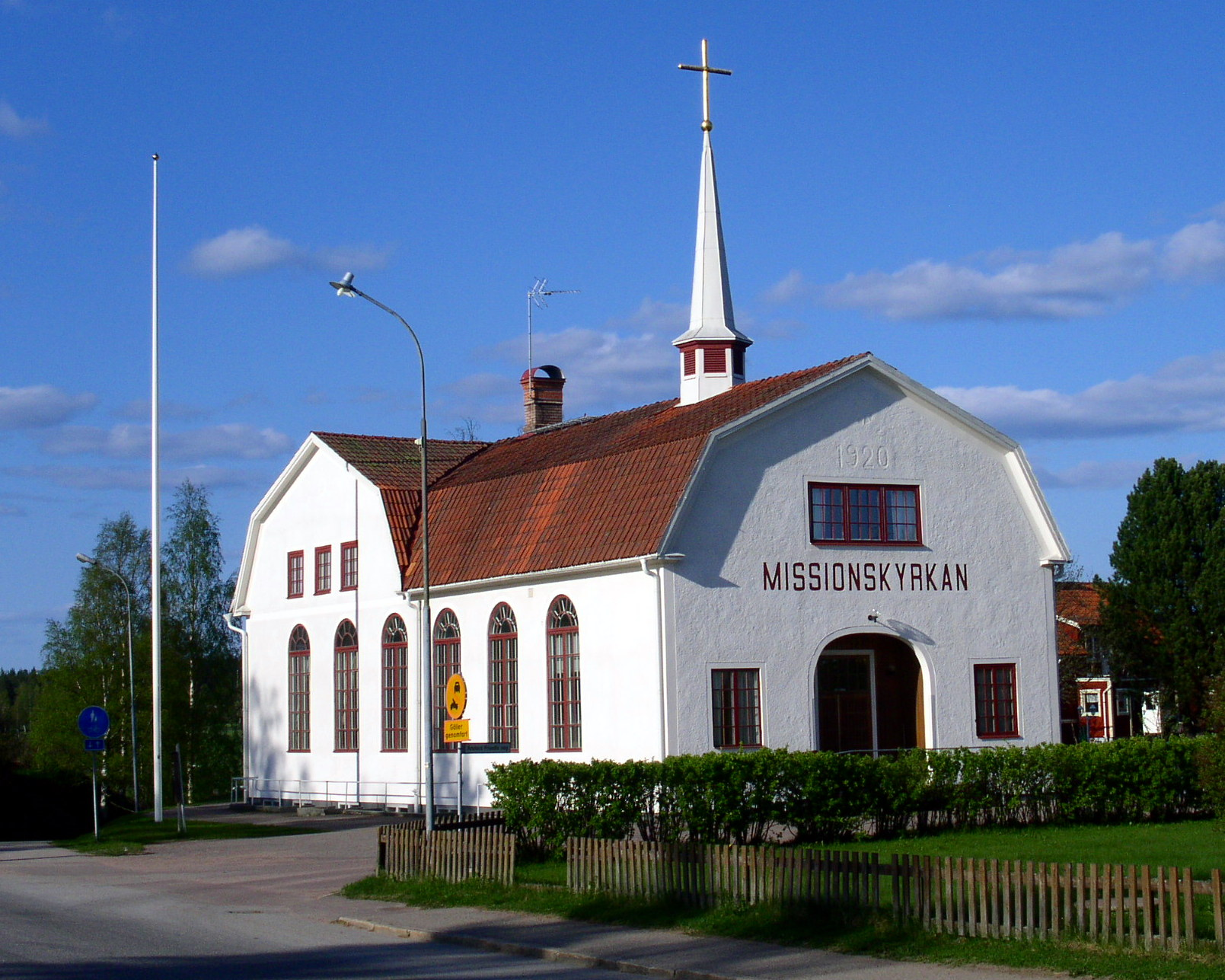
Mockfjärds Missionskyrka
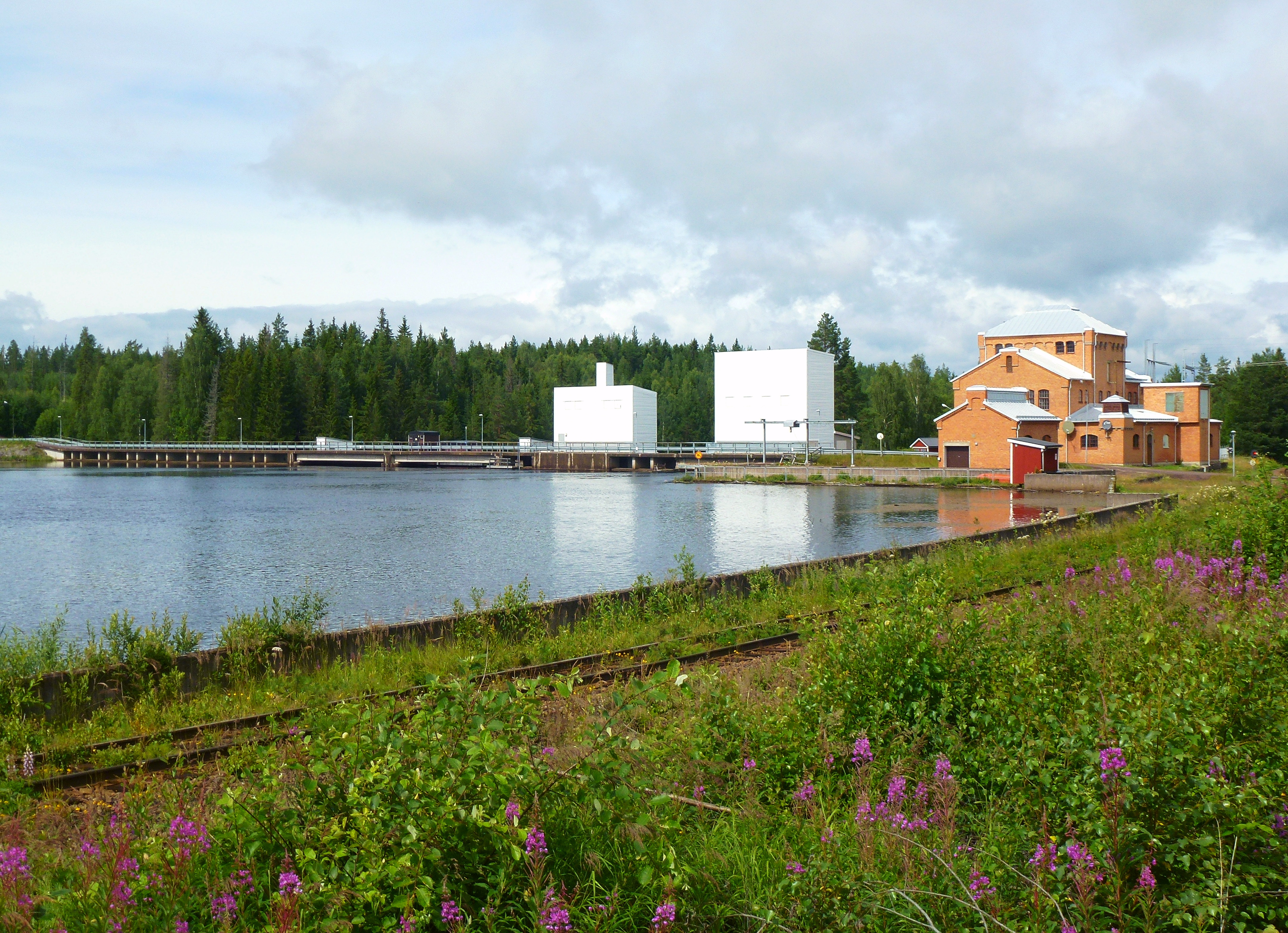
Lillstups kraftstation
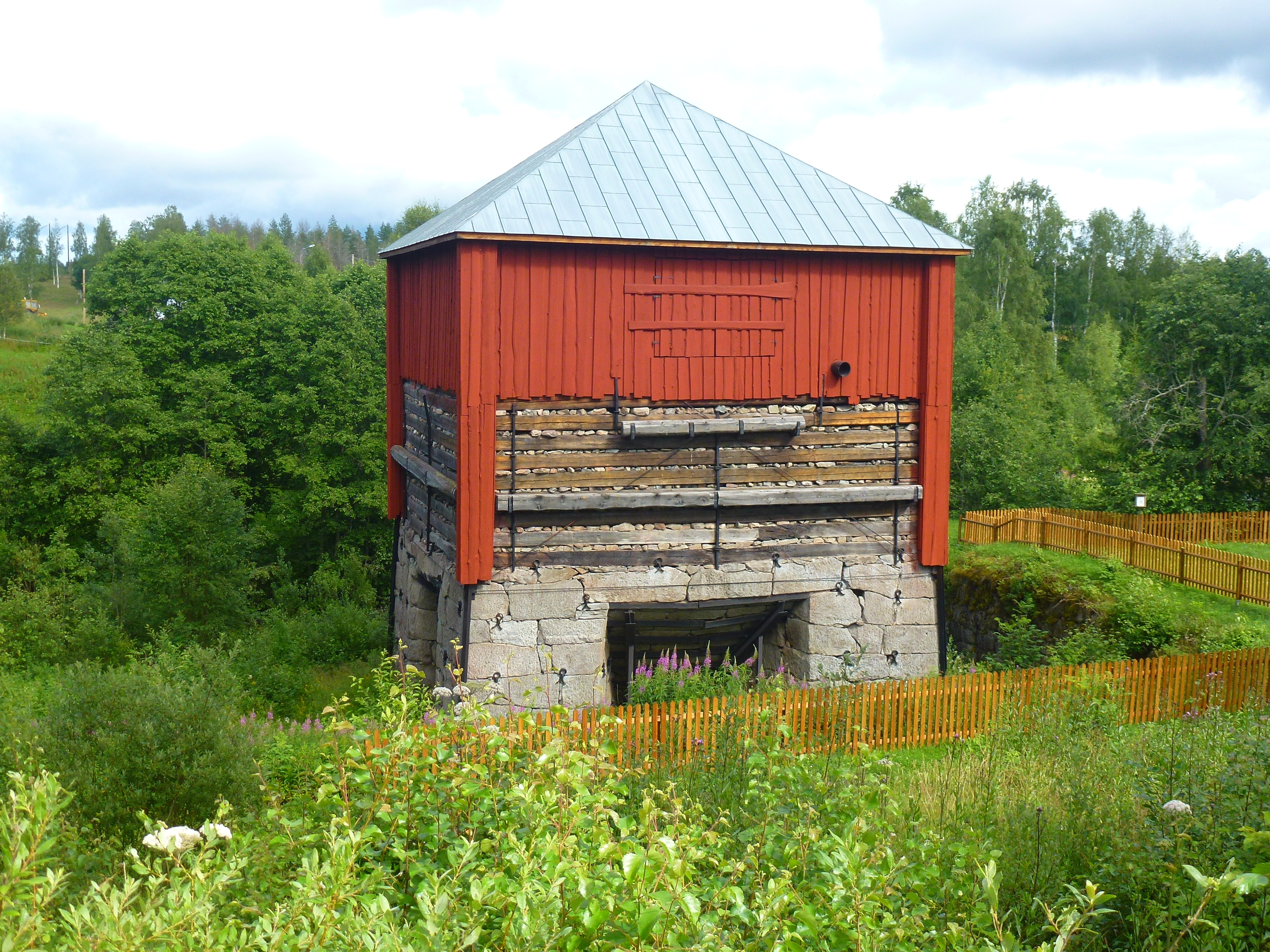
Tanså hytta